# Slochteren
Slochteren (en groninguès, Slochter) és un municipi de la província de Groningen, al nord dels Països Baixos. L'1 de gener del 2009 tenia 15.599 habitants repartits sobre una superfície de 158,84 km² (dels quals 7,22 km² corresponen a aigua).

## Centres de població
Denemarken, Froombosch, Harkstede, Hellum, Kolham, Lageland, Luddeweer, Overschild, Schaaphok, Scharmer, Schildwolde, Siddeburen, Slochteren, Steendam, Tjuchem, Woudbloem.

## Administració
| Partit           | 2006% | 2002% | Regidors 2006 | 2002 |
| PvdA             | 32,7  | 20,0  | 5             | 3    |
| Gemeentebelangen | 15,3  | 20,3  | 3             | 3    |
| VVD              | 15,0  | 16,2  | 2             | 3    |
| ChristenUnie     | 14,7  | 13,7  | 2             | 2    |
| CDA              | 14,3  | 16,2  | 2             | 2    |
| GroenLinks - D66 | 8,0   | 13,6  | 1             | 2    |
| Total            | 63,4  | 63,8  | 15            | 15   |